# Okrutny książę
Okrutny książę (ang. The Cruel Prince) – powieść fantasy dla młodzieży napisana przez amerykańską pisarkę, Holly Black. Została wydana w styczniu 2018. W Polsce ukazała się nakładem wydawnictwa Jaguar 19 września 2018. Książka opowiada historię Jude, która po śmierci rodziców trafia do królestwa elfów.
Powieść jest pierwszą częścią trylogii Okrutny książę (Folk of the air). Książka przez jedenaście tygodni była na liście bestsellerów The New York Times'a. Jeszcze w 2017, przed wydaniem powieści, ogłoszono, że Michael De Luca wykupił prawa do stworzenia filmu na jej podstawie.

## Fabuła
Gdy Jude ma siedem lat żyje spokojnie wraz z rodzicami i dwiema siostrami. Niespodziewanie w jej domu pojawia się tajemniczy mężczyzna, który uważa się za ojca starszej z sióstr. Po zabiciu stawiających opór rodziców Jude, zabiera trzy dziewczyny do królestwa elfów.
Po dziesięciu latach Jude zadomowiła się w nowym świecie. Choć jest często poniżana przez elfickich rówieśników, zwłaszcza przez jednego z licznych synów władcy krainy. Marzy, aby zostać rycerzem, jednak jej opiekun nie wyraża na to zgody. Gdy okazuje się, że aktualny król ma zamiar abdykować jeden z jego synów proponuje nastolatce pracę jako szpieg: elfy nie mogą kłamać, w związku z czym Jude, której nie obejmują takie ograniczenia, doskonale nadaje się do tej roli, w trakcie której poznaje najróżniejsze sekrety i tajemnice królestwa i władców. Tym samym pozwala jej to uchronić życie księcia Cardana i brata Dęba.